# Cheumatopsyche wabasha
Cheumatopsyche wabasha là một loài Trichoptera trong họ Hydropsychidae. Chúng phân bố ở miền Tân bắc.